# Musaranya del Ruwenzori
La musaranya del Ruwenzori (Crocidura niobe) és una espècie de musaranya que viu a Burundi, la República Democràtica del Congo, Uganda i Etiòpia.
Fou anomenada en honor de Níobe, un personatge de la mitologia grega, els fills de la qual foren morts a mans d'Àrtemis i Apol·lo perquè Níobe s'havia burlat de Leto, la mare dels dos déus.